# Bavaria Direkt Versicherung
Die BavariaDirekt Versicherung AG (ehem. Ostdeutsche Versicherung AG (OVAG) mit der Marke BavariaDirekt) ist ein deutsches Versicherungsunternehmen. Sie gehört seit 2005 als Tochterunternehmen zu 100 % der Versicherungskammer Bayern und ist Teil der Sparkassen-Finanzgruppe.

## Geschichte

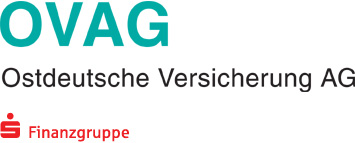
Ehemaliges Logo

Am 23. April 1991 wurde die Ostdeutsche Versicherung AG (OVAG) mit Sitz in Berlin gegründet. Sie bot Privatkunden Auto- und Haftpflicht-, Unfall-, Hausrat-, Glas- und Wohngebäude-Versicherungen an. Zunächst richtete sich das Angebot der OVAG vor allem an Mitarbeiter des öffentlichen Dienstes, ab 1994 an alle Privatkunden in den ostdeutschen Bundesländern und Berlin. 2005 wurde die Berliner OVAG in den Konzern Versicherungskammer Bayern integriert.
2008 startete OVAG mit der BavariaDirekt eine eigene Online-Marke.
Seit 2008 werden die Produkte der OVAG ausschließlich unter der Marke BavariaDirekt vertrieben. Ab 1. Oktober 2021 firmiert die OVAG unter BavariaDirekt Versicherung AG.

## Produkte
Die BavariaDirekt Versicherung AG bietet im Bereich Kfz-Versicherung eine Kfz-Haftpflicht-, Teilkasko- und Vollkaskoversicherung, Insassen-Unfallschutz und Kfz-Schutzbrief. Zu ihrem Angebot zählen außerdem Privathaftpflicht- und Hundehaftpflichtversicherung, eine Hausratversicherung, Wohngebäudeversicherung sowie eine Cyber-Versicherung. Darüber hinaus vermittelt sie Produkte anderer VKB-Konzerntöchter und der Sparkassen-Finanzgruppe aus den Bereichen Pflege und Gesundheit, Rechtsschutz und Reise.